# Haliclona cucurbitiformis
Haliclona cucurbitiformis är en svampdjursart som först beskrevs av James Barrie Kirkpatrick 1907.  Haliclona cucurbitiformis ingår i släktet Haliclona och familjen Chalinidae. Inga underarter finns listade i Catalogue of Life.